# L’Homme à tête de chou
L’Homme à tête de chou (рус. Человек с капустной головой) — третий концептуальный альбом французского поэта, композитора, автора и исполнителя песен Сержа Генсбура, издан в 1976 году. Альбом признан критиками вершиной творчества Генсбура.

## Об альбоме
Серж Генсбур первым во Франции начал выпускать так называемые концептуальные альбомы, мода на которые появилась в англоязычной музыке второй половины 1960-х гг. (концептуальный альбом объединяет песни, тематически или сюжетно связанные между собой).
Герой альбома убивает свою легкомысленную возлюбленную, доводящую его до разорения, и в конце концов попадает в сумасшедший дом.

## Значение
Альбом признан критиками вершиной творчества Генсбура. По данным французского издания журнала «Rolling Stone», альбом занимает 28 место в рейтинге лучших альбомов французского рока.

## Список композиций
Автор: Серж Генсбур
1. L’Homme à tête de chou — 2:59
2. Chez Max coiffeur pour hommes — 1:58
3. Marilou Reggae — 2:11
4. Transit à Marilou — 1:32
5. Flash Forward — 2:36
6. Aéroplanes — 2:36
7. Premiers symptômes — 1:14
8. Ma Lou Marilou — 2:41
9. Variations sur Marilou — 7:40
10. Meurtre à l’extincteur — 0:47
11. Marilou sous la neige — 2:23
12. Lunatic Asylum — 3:21